# Bandżarowie
Bandżarowie (Urang Banjar) – grupa etniczna zamieszkująca południową część wyspy Borneo w Indonezji, po części także Malezję. Według spisu ludności z 2010 roku ich liczebność wynosi ponad 4 mln.
Posługują się językiem banjar, uznawanym także za dialekt języka malajskiego. Język banjar przyjął się jako lokalny środek komunikacji międzyetnicznej, obok języka indonezyjskiego. Bandżarowie wyznają islam w odmianie sunnickiej. Ukształtowali się z różnych grup etnicznych, zwłaszcza Malajów i Jawajczyków. Możliwe, że początków tej społeczności należy się doszukiwać w niewielkiej kolonii malajskiej, która miałaby powstać za czasów królestwa Śriwidżaja.
Dawniej tworzyli sułtanat Banjarmasinu, zdobyty przez Holendrów na pocz. XIX w. W 1949 r. terytorium Bandżarów weszło w skład Republiki Indonezji.
Wsie Bandżarów rozciągają się wzdłuż dróg lub rzek; domy stawia się na palach. Zajmują się przede wszystkim rolnictwem (ryż, maniok, kukurydza, palma kokosowa, palma arekowa, owoce, warzywa, rośliny kauczukodajne), rybołówstwem (ryby, krewetki, kraby) i handlem. Zbierają rattan, żywicę i leśny kauczuk. Rozwinęli rzemiosło (filigran, rzeźbienie w drewnie, plecionkarstwo, budowa łodzi i tratw). Trudnią się także wydobywaniem złota i diamentów, pozyskiwaniem drewna; pracują w zakładach zajmujących się przerobem drewna i obróbką metali oraz w portach.
Bandżarowie stanowią główną populację miast południowego Kalimantanu. Ludność bandżarska występuje również w pozostałych zakątkach wyspy, a także w prowincjach Riau i Małe Wyspy Sundajskie Wschodnie, na Molukach oraz w innych częściach kraju.
W zakresie kultury i języka wykazują znaczne wpływy jawajskie. Rozpowszechniony jest teatr cieni wayang kulit. Głównym pożywieniem jest ryż. Duże znaczenie mają także ryby, warzywa, owoce, mięso kacze i jajka z przyprawami i sosami.
Organizacja społeczna opiera się na bilateralnym systemie pokrewieństwa.